# Aerococcaceae
Famille
Les Aerococcaceae sont une famille de bactéries de l'ordre des Lactobacillales.

## Liste des genres
Selon NCBI (26 avr. 2010) :
- Abiotrophia
- Aerococcus
- Dolosicoccus
- Eremococcus
- Facklamia
- Globicatella
- Ignavigranum